# NGC 1023
NGC 1023 é uma galáxia elíptica (E/SB0) localizada na direcção da constelação de Perseus. Possui uma declinação de +39° 03' 48" e uma ascensão recta de 2 horas, 40 minutos e 24,1 segundos.
A galáxia NGC 1023 foi descoberta em 18 de Outubro de 1786 por William Herschel.